# エルンスト・トッホ
エルンスト・トッホ（Ernst Toch, 1887年12月7日 - 1964年10月1日）は、オーストリアの作曲家。

## 経歴
ウィーン生まれ。ウィーン大学で哲学を、ハイデルベルク大学で医学を学び、作曲は独学であった。1909年に室内交響曲ヘ長調がフランクフルト・アム・マインで初演され、モーツァルト賞を受賞。これよりトッホは作曲に専念し、翌年にはメンデルスゾーン賞を受賞した。1913年、マンハイム音楽大学の作曲とピアノの講師となる。第一次世界大戦ではイタリア前線に配属されたが、終戦後はマンハイムに戻り、新しいスタイルの音楽を模索するようになった。ヴァイマル共和政時代にはアヴァンギャルドの作曲家とみなされたうえユダヤ系であったため、ナチスが政権を取ると、ほかの多くの芸術家と同じようにアメリカに亡命。ナチスは退廃音楽展においてトッホをベルクやシュレーカーとともに『文化ボリシェヴィキ』として中傷した。アメリカ亡命後は南カリフォルニア大学で教鞭をとりつつ、ハリウッドの映画音楽なども作曲した。第二次世界大戦後もアメリカにとどまり、サンタモニカで死去。ロサンゼルスのウエストウッド・メモリアルパークに埋葬された。
作品には交響曲、室内楽曲、室内オペラなどがあり、1955年にピッツバーグ交響楽団によって初演された交響曲第3番はピューリッツァー賞を受賞した。

## 作品

### オペラ
- 豆つぶの上のおひめさま（1927）
- エゴンとエミリー（1928）
- 扇子（1930）
- The Last Tale （1962）

### 管弦楽
- 室内交響曲（1906）
- 舞踏組曲（1923）
- チェロ協奏曲（1924）
- ピアノ協奏曲（1926）
- ピアノとオーケストラのための交響曲（1934）
- ビッグ・ベン（1935）
- ピノッキオ−楽しい序曲（1935）
- 交響曲第1番（1950）
- 交響曲第2番（1951）
- 交響曲第3番（1955）
- 交響曲第4番（オーケストラと話者のための）（1957）
- 交響曲第5番『イェフタ』（1963）
- 交響曲第6番（1963）
- 交響曲第7番（1964）

### 室内楽
- 弦楽四重奏曲第1番～第13番（1902-1954）
- ヴァイオリンソナタ（1928）
- チェロソナタ（1929）

### ピアノ曲
- バーレスク（1923）
- ピアノソナタ（1928）

### 声楽曲
- 中国の笛（1921, 改訂1949）（マーラーの大地の歌と同じく、ハンス・ベートゲの同名の翻訳詩集に基づく連作歌曲）

### 映画音楽
- 女帝キャサリン（1934）
- ドン・ファン（1934）
- 永遠に愛せよ（1935）
- 猫とカナリヤ（1939）
- ドクター・サイクロプス（1940）
- ゴースト・ブレーカーズ（1940）
- 生きてる死骸（1941）
- ナチに愛された女（1943）

## 文献
- Jezic, Diane Peacock. “Toch Worklist Compiled by Alyson McLamore”. The Musical Migration and Ernst Toch. Ames, Iowa: Iowa State University Press. pp. 165–171. ISBN 0-8138-0322-5
- Jung, Hermann (editor). Spurensicherung: Der Komponist Ernst Toch (1887–1964) — Mannheimer Emigrantenschicksale. Frankfurt am Main: Peter Lang. ISBN 978-3-631-57400-3